# Rizal (La Laguna)
Rizal es un municipio filipino de quinta clase, perteneciente a la provincia de La Laguna, en la región de Calabarzon.

## Organización territorial
Se divide en once barangayes, a saber:
- Antipolo
- Entablado
- Laguan
- Paule 1
- Paule 2
- East Poblacion
- West Poblacion
- Pook
- Tala
- Talaga
- Tuy

## Demografía
En 2020, tenía censados 18 332 habitantes.